# Stuart McManus
Stuart Joseph McManus (Falkirk, 19 marzo 1965) è un ex calciatore scozzese, di ruolo attaccante.

## Carriera

### Club
McManus giocò per gli inglesi del Newport County e del Southampton, prima di trasferirsi agli svedesi del Sandvikens. Giocò poi nel Gefle e nello Örgryte, prima di passare ai norvegesi del Lillestrøm. Esordì nella Tippeligaen in data 25 aprile 1992, schierato titolare nel successo per 2-1 sul Viking. Il 24 maggio arrivarono le sue prime reti, con una doppietta nella vittoria per 6-0 sul Tromsø. Nel 1994 militò nelle file del Moss, per poi tornare al Sandvikens.